# Jamie Oldaker
James "Jamie" Oldaker, född 5 september 1951 i Tulsa, Oklahoma, död 16 juli 2020 i samma stad, var en amerikansk trummis som jobbade för artister som Bob Seger och Eric Clapton. Han var även med i Ace Frehleys band Frehley's Comet en kort tid.
Vid 9 års ålder började han spela trummor. 1973 spelade han trummor för Bob Seger på plattan Back in '72. Vid 1974 gick han med Eric Clapton och spelade på en rad skivor med honom. Senare, 1988, gick han med Ace Frehleys band Frehley's Comet och spelade på Second Sighting.

## Skivsläpp
Frehley's Comet
- 1988 - Second Sighting

Bob Seger
- 1973 - Back in '72

Eric Clapton
- 1974 - 461 Ocean Boulevard
- 1975 - There's One in Every Crowd
- 1976 - No Reason to Cry
- 1977 - Slowhand
- 1978 - Backless
- 1980 - Just One Night